# Labach (Ruwer)
Der Labach ist ein linker Zufluss der Ruwer auf der Ortsgemeindegrenze von Gutweiler zu Korlingen in Rheinland-Pfalz.

## Verlauf
Der Labach entspringt auf etwa 330 m ü. NN wenig südlich von Korlingen, nimmt nach weniger als 200 Metern Ostlaufs den Labacher Graben von Südwesten auf und fließt dann bald nordöstlich auf der Gemeindegrenze von Gutweiler zu Korlingen. Nach etwa 1,4 Kilometern  mündet er bei der Korlingermühle auf etwa 175 m ü. NN in deren Mühlkanal links der Ruwer.